# Estelline (Dakota del Sud)
Estelline è un centro abitato (city) degli Stati Uniti d'America, situato nella Contea di Hamlin nello Stato del Dakota del Sud. La popolazione era di 768 persone al censimento del 2010. Fa parte dell'area micropolitana di Watertown.

## Storia
Un ufficio postale fu creato ad Estelline nel 1879. Estelline venne intrecciata nel 1882. La città prese il nome dalla figlia di un agricoltore locale.

## Geografia fisica
Estelline è situata a 44°34′34″N 96°54′02″W.
Secondo lo United States Census Bureau, ha un'area totale di 0,95 miglia quadrate (2,46 km²).

## Società

### Evoluzione demografica
Secondo il censimento del 2010, c'erano 768 persone.

### Etnie e minoranze straniere
Secondo il censimento del 2010, la composizione etnica della città era formata dal 93,1% di bianchi, lo 0,7% di nativi americani, il 5,2% di altre razze, e l'1,0% di due o più etnie. Ispanici o latinos di qualunque razza erano il 6,3% della popolazione.